# Guangxi-Universität
Die Guangxi-Universität (chinesisch 廣西大學 / 广西大学, Pinyin Guǎngxī Dàxué) ist eine staatliche Universität in Nanning, der Hauptstadt der chinesischen Autonomen Region Guangxi. 
Als Abkürzung für die Guangxi-Universität wird auch Xī Dà (西大) verwendet.

## Geschichte
Die Gründung erfolgte im Jahr 1928; Gründungspräsident war der renommierte Naturwissenschaftler und Erzieher Ma Junwu.
Im Jahr 1936 wurde die Universität in eine Gesamthochschule mit den Schwerpunkten Geisteswissenschaften, Naturwissenschaften, Ingenieurwesen, Landwirtschaft und Medizin umgewandelt.
Im Jahr 1939 wurde diese zu einer staatlichen Universität. 
Im Jahr 1952 wurde die landwirtschaftliche Abteilung ausgegliedert und selbständig.
Im Jahr 1997 wurde die Universität und die landwirtschaftliche Hochschule zur neuen Guangxi-Universität zusammengefasst.

## Fächer
1. Philosophie
2. Wirtschaftswissenschaften
3. Jura
4. Pädagogik
5. Geisteswissenschaften
6. Naturwissenschaften
7. Ingenieurswesen
8. Landwirtschaft
9. Management

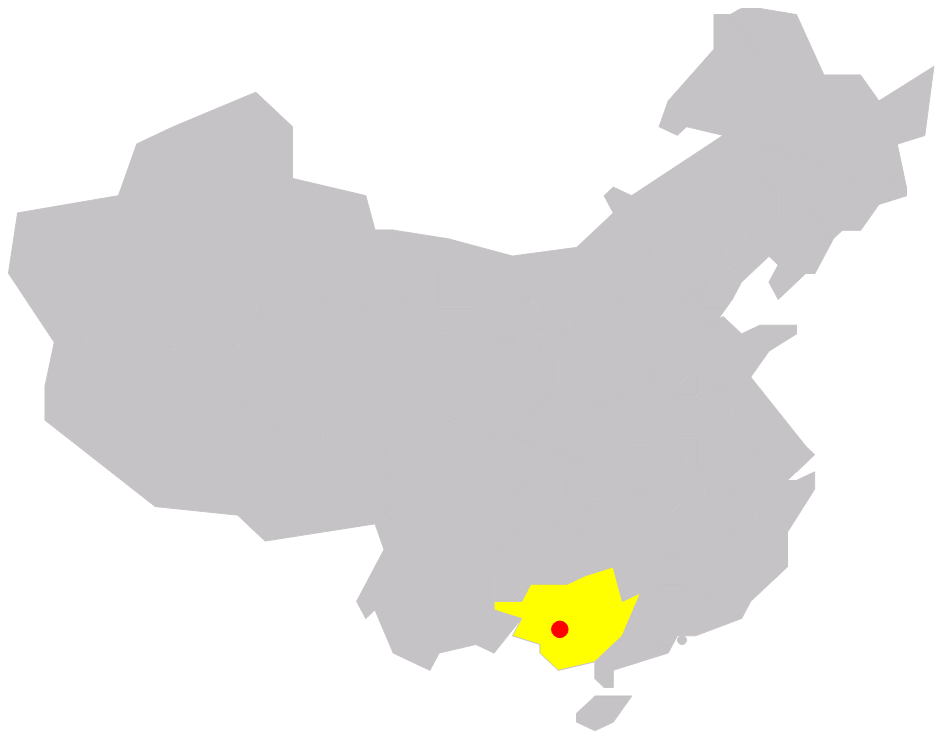
Lage der Stadt Nanning in China

Die Guangxi-Universität hat heute 18 Colleges und eine Abteilung auf einem Campus mit einer Größe von 307 Hektar und einer überbauten Fläche von 745.000 Quadratmeter. Die Bibliothek hat einen Bestand von zwei Millionen Bänden und es lehren an der Universität 200 Professoren, unter ihnen der Nobelpreisträger Yang Zhenning.